# Józef Dwernicki
Józef Dwernicki, född 19 mars 1779 i Warszawa, död 23 november 1857 i Łopatyn, var en polsk militär. 
Dwernicki deltog 1809, i spetsen för en av honom utrustad skara frivilliga ryttare, i Józef Antoni Poniatowskis fälttåg i östra Galizien och 1812–1814 i Napoleon I:s strider mot de allierade samt blev efter hemkomsten till Polen chef för ett ulanregemente och 1826 generalmajor. 
Efter utbrottet av 1830 års revolution fick Dwernicki ledningen av tredje kavalleridivisionen och vann 14 februari 1831, i träffningen vid Stoczek, den första segern över ryssarna. Därefter gick han över Wisłas is, förenade sig med Julian Sierawskis sammanrafsade trupper och slog, den 19 februari samma år, ryska avantgardet vid Nowawieś. Efter ryssarnas seger vid Grochów (den 25 februari 1831) sändes Dwernicki att insurgera Volynien, men hade ingen framgång och tvangs av ryske generalen Fjodor Rüdiger att den 27 april överskrida Galiziens gräns samt ge sig fången åt österrikarna. 
Dwernickis memoarer, Pamiętniki, utkom 1870.